# 캐서린 라이언
캐서린 라이언(Katherine Ryan, 1983년 6월 30일 ~ )은 캐나다의 코메디언, 작가, 사회자, 배우이다. 
10마리 중 8마리, 네버 마인드 더 버즈콕스, 그들만의 리그, 모의 주간, 거짓말해도 될까요?, QI, 저스트 어 미닛, 세이프워드, 해브 아이 갓 유 등 영국 TV 및 라디오 패널 쇼에 출연했다.